# Отец Рейн и его дочери (памятник)
Отец Рейн и его дочери (нем. Vater Rhein und seine Töchter) — бронзовый памятник-фонтан в необарочном стиле, одна из достопримечательностей Дюссельдорфа в Германии недалеко от парка Хофгартен, установлен 7 марта 1897 года напротив входа в «Дом сословий» на берегу озера Кайзертайх.

## История создания
Памятник был создан в 1897 году скульпторами Карлом Янссеном (Karl Janssen) и Йозефом Тюсхаусом (Josef Tüshaus) по случаю приёма рейнским земством в 1884 году короля Вильгельма Первого и королевы Августы. Изначально скульптура была отлита в гипсе, но так полюбилась публике, что три года спустя её отлили в бронзе. Скульптурная композиция относится к одному из наиболее высокохудожественных шедевров эпохи рейнского романтизма.

## Описание
Бронзовый отец, олицетворяющий самую крупную реку Германии — Рейн, окружён четырьмя бронзовыми женскими фигурами, его дочерьми, которые олицетворяют притоки Рейна. Под ногами Рейна и его дочерей на императорской короне и мече расположился бронзовый дракон. На обратной стороне памятника взору открываются живописные трёхмерные картины сельского хозяйства, виноделия и рыболовства. Ещё ниже по бокам расположены бронзовые рыбы-фонтаны и раковины. Памятник водружён на гранитный бассейн с водой.